# زیردریایی کلاس ونگارد
زیردریایی کلاس ونگارد (به انگلیسی: Vanguard-class submarine) یک کلاس از زیردریایی است که طول آن ۱۴۹٫۹ متر (۴۹۱ فوت ۱۰ اینچ) می‌باشد.